# Lípa (ort i Tjeckien, Vysočina)
Lípa är en ort i Tjeckien.   Den ligger i regionen Vysočina, i den centrala delen av landet, 100 km sydost om huvudstaden Prag. Lípa ligger 502 meter över havet och antalet invånare är 1 020.
Terrängen runt Lípa är lite kuperad. Runt Lípa är det ganska tätbefolkat, med 207 invånare per kvadratkilometer. Närmaste större samhälle är Havlíčkův Brod, 6,5 km norr om Lípa. Trakten runt Lípa består till största delen av jordbruksmark.